# Kreia
Kreia (anche nota con il suo nome Sith Darth Traya) è un personaggio cieco e sensibile alla Forza dell'universo espanso fantascientifico di Guerre stellari, comparso nel videogioco Star Wars: Knights of the Old Republic II: The Sith Lords.
Nonostante i suoi primi anni di vita siano avvolti nel mistero, Kreia fu addestrata nell'Ordine dei Jedi nei suoi primi anni di vita, che tuttavia la cacciò durante le guerre mandaloriane. Questo allontanamento la portò sul pianeta di Malachor V dove divenne un maestro Sith con il nome di Darth Traya e in seguito formò il triumvirato Sith (con Darth Sion e Darth Nihilus). Dopo l'esilio da parte dei Sith si rese conto di come i due ordini utilizzassero la Forza unicamente per i loro scopi, negando quindi la divisione tra lato chiaro e lato oscuro della Forza. Per ottenere la sua vendetta andò in cerca di Meetra Surik, divenendone guida e mentore.
Il personaggio appare esclusivamente in Star Wars: Knights of the Old Republic II: The Sith Lords, anche se è uno dei personaggi giocabili in Star Wars: Galaxy of Heroes. Nonostante questa sua unica apparizione, Kreia è stata positivamente ricevuta da pubblico e critica, venendo inserita tra i Sith più importanti dell'universo espanso.

## Personaggio

### Concezione e sviluppo
Un primo bozzetto per il personaggio di Kreia la poneva a capo di una società matriarcale sul pianeta Telos IV, che il giocatore avrebbe dovuto liberare nel gioco Star Wars: Knights of the Old Republic. Dopo la firma del contratto di licenza tra LucasArts ed Obsidian Entertainment il bozzetto fu scartato, anche se alcuni suoi tratti e alcune sue caratteristiche furono mantenute per un possibile riutilizzo.
Creata da Chris Avellone, Kreia fu ispirata da un'altra creazione di Avellone: Ravel Puzzlewell, dal gioco Planescape: Torment, anche se l'inserimento del personaggio nell'universo di Guerre stellari l'ha differenziata molto dal modello originale. Secondo lo stesso autore, Kreia è il ricettacolo per porre tutte le domande sull'universo di Guerre stellari.

### Caratterizzazione
L'autore scelse di ispirarsi per il personaggio di Kreia ad altri due personaggi dell'universo di Guerre stellari: Obi-Wan Kenobi e Palpatine, accostando quindi il carisma e la saggezza del primo con la malvagità e spregiudicatezza del secondo.
Il nome Kreia a sua volta deriva dal nome di Leila Organa (Leia nella versione inglese), in quanto le due posseggono una funzione simile di aiutante, nonostante il loro passato possa suggerire altrimenti.

#### Aspetto
Nel videogioco Star Wars: Knights of the Old Republic II: The Sith Lords, Kreia appare come un'anziana donna umana cieca dalla pelle pallida. La cecità deriva dalla preferenza nell'utilizzo della Forza per vedere e percepire il mondo circostante, ritenendo la vista sensibile ingannevole. I capelli grigi sono raccolti in due trecce parallele che scendono sui lati del volto. Il colore degli occhi è originariamente grigio a causa dell'atrofia ottica secondaria, ma con il passaggio al Lato Oscuro, diventano neri.
Dai dialoghi del videogioco, si apprende che in passato è stata un'insegnante e maestra dell'Ordine dei Jedi, e tra i suoi allievi figura Revan, protagonista del titolo precedente. Dopo esser stata cacciata dall'Ordine, addestra altri due apprendisti: Darth Nihilus e Darth Sion, con cui costituirà il triumvirato dei Sith, e che poco tempo dopo la tradiranno ed esilieranno.

## Biografia

### Primi anni
Kreia nacque su un pianeta sconosciuto intorno al 4 001 BBY e venne trovata dai Jedi, che la portarono a Coruscant per essere addestrata nell'Ordine, probabilmente prima della grande guerra Sith. Con il tempo diventò un Maestro Jedi, con il ruolo di storica, ma non ricevette mai un posto nel consiglio. Kreia addestrò molti allievi, tra cui figurò Revan, e trasmise ai suoi allievi la propria concezione della Forza, che non vedeva come divisa in due parti, ossia lato oscuro e lato chiaro, ma come una sola cosa, avendo opinioni simili a quelle di Jolee Bindo.
Molti dei suoi allievi passarono al Lato Oscuro, compreso Revan, che dopo di lei ebbe altri maestri, come Dorak, Zhar Lestin e Arren Kae, e ciò costrinse la maestra Atris e il Consiglio ad esiliarla.

### Signora del Tradimento
Con l'esilio decise di capire la ragione della caduta di Revan e per questo visitò tutti i luoghi in cui era stato. Quando arrivò su Malachor V scoprì la presenza di un'antica accademia Sith, l'Accademia Trayus, e decise di studiare le vie dei Sith, cadendo fatalmente nel Lato Oscuro, e assumendo il nome di Darth Traya, signora del tradimento.
Nell'accademia scoprì di non essere sola: altri due studenti, Nihilus e Sion, studiavano i segreti dei Sith. Darth Traya, essendo più potente nella Forza, manipolò i due e prese il ruolo di maestra dando loro il titolo di Signori dei Sith, con i nomi rispettivamente di Darth Nihilus e Darth Sion.
Dopo qualche tempo, in linea con la sua visione della Forza, Traya cominciò a incorporare nei suoi insegnamenti anche il Lato Chiaro, spiegando che si sarebbe dovuta condurre una guerra d'ombra contro i Jedi, per sconfiggerli ma senza ucciderli. I due apprendisti decisero di ribellarsi per esiliarla dall'ordine Sith, perché ritenevano di essere indeboliti dai suoi insegnamenti. Nel nucleo dell'accademia, Nihilus riuscì a escluderla dalla Forza usando una tecnica potente, contro la quale non vi era difesa, e Sion la colpì violentemente in segno di disprezzo.

### L'Esule
Esiliata, riprese il nome di Kreia, e cominciò a pensare che né il Lato Chiaro né il Lato Oscuro potessero prevalere l'uno sull'altro, e che quindi la Galassia fosse condannata al caos perenne. Vide quindi un nuovo scopo: studiare la Forza in tutte le sue vie, per mettere allo scoperto sia i Jedi che i Sith, facendoli combattere tra loro, e ottenere la distruzione della Forza stessa, dimostrando che la vita poteva esistere senza quell'elemento.
Quando Kreia venne a sapere dell'esistenza di un esule Jedi che aveva tagliato il legame con la Forza, ma in maniera così violenta da causare una ferita nella stessa, capì che la vita poteva esistere senza la Forza, dandole dimostrazione che i suoi insegnamenti potevano essere corretti. In questo lei vide una nuova speranza per distruggere la Forza tramite "echi", tragedie che lasciavano ferite persistenti nell'universo e che rendevano la Forza difficile da percepire, e quasi impossibile da usare.
In qualche modo Kreia entrò in possesso della nave che in precedenza era appartenuta a Revan, la Ebon Hawk e rintracciò l'Esule che si trovava sulla nave Repubblicana Harbinger.
Il Signore dei Sith Darth Sion aveva seguito i suoi movimenti fino a raggiungerla su Peragus II, e Kreia dovette affrontarlo da sola sulla nave, perdendo la mano sinistra nello scontro.
In seguito Kreia riuscì a fuggire assieme all'Esule e ad Atton Rand dalla stazione spaziale, per giungere su Telos. L'anziana donna si offrì di insegnare all'Esule nuove tecniche della Forza e ad aiutarlo a recuperare il legame con essa.
Su Telos, nella accademia situata sulla crosta polare del pianeta, Kreia capì che Atris, la leader delle Sorelle Servitrici, stava percorrendo la via verso il Lato Oscuro e decise di usarla in modo subdolo per i propri scopi, senza rivelare ciò che le stava accadendo all'Esule.
Dovendo trovare i Maestri Jedi dispersi (Vrook, Lonna, Atris, Kavar e Zez-Kai Ell), Kreia e l'Esule, insieme all'equipaggio della Ebon Hawk, visitarono vari pianeti: Dantooine, Nar Shaddaa, Korriban e Onderon. Ogni volta che l'Esule incontrava un Maestro, Kreia usava una tecnica che le permetteva di oscurarsi alla vista dello Jedi.
Dopo essersi riuniti, i Jedi decisero di formare un Consiglio Jedi sulla nuova Accademia di Dantooine, ricostruita dopo cinque anni di rovina a causa del bombardamento della Leviathan di Darth Malak. I presenti erano Vrook, Kavar e Zez-Kai Ell. Il consiglio decise di togliere la sensibilità alla Forza all'Esule poiché lui stesso era diventato una ferita nella Forza, capace di nutrirsi di chi gli stava intorno. L'Esule si rassegnò al verdetto.
Durante l'operazione, alle sue spalle comparve Kreia, che intervenne in sua difesa, uccidendo tutti i Maestri con una tecnica della Forza sconosciuta, rimproverandoli per non avere mai capito il motivo delle tragedie che si erano svolte in tutti quegli anni.
Kreia quindi riprese il titolo di Darth Traya, e decise di farsi portare all'accademia segreta di Atris, su Telos, dalla Servitrice Brianna, ingannandola sul fatto che l'Esule fosse realmente morta.
Su Telos, Kreia si rivelò ad Atris e la convinse a rinunciare agli insegnamenti degli Jedi per abbracciare ciò che aveva studiato dagli holocron della sua accademia. Darth Traya aveva in precedenza avvisato il Colonnello Tobin dell'esistenza dell'accademia su Telos e costui lo aveva riferito al suo Signore, Darth Nihilus.
Anche questo era parte del fine piano della Signora dei Sith, in quanto non essendoci alcuno Jedi oltre ad Atris, Nihilus avrebbe finito per indebolirsi sempre di più.
L'Esule giunse in tempo per fermare Atris redimendola al Lato Chiaro, distrusse Nihilus, e cercò Kreia sul pianeta Malachor V.
Darth Traya stava aspettando nel nucleo dell'accademia, insieme al suo ex-allievo Darth Sion. Dopo aver superato Sion, l'Esule giunse dinanzi alla vera ideatrice della distruzione dei Jedi.
L'Esule iniziò quindi con un furioso duello con spade laser, dove provò prima a fermare la sua Maestra tagliandole la mano. Kreia, volendo forzare l'Esule ad ucciderla, fece fluttuare tre spade laser viola contro di lui.
Kreia tentò di sconfiggere l'Esule, ma quando rimase senza mani, e senza spade, si arrese, ferita mortalmente dalla sua allieva.
Kreia rivelò una porzione di futuro della Galassia e rivelò la vera natura dei compagni di viaggio dell'esule: erano i Jedi perduti, che avevano bisogno di un capo e un Maestro per realizzare il loro vero potenziale. Kreia indicò all'Esule di andare dove andò Revan per combattere la minaccia oscura oltre la Galassia.
La vita di Kreia terminò sul pianeta, che venne distrutto dal Generatore di Masse Oscure attivato dal droide remoto di Bao-Dur nel 3 951 BBY.

### Scelte alternative
- Se l'Esule ha scelto il Lato Oscuro, su Malachor uccide Kreia e la getta verso il nucleo del pianeta. Malachor rimane intatto, e l'Esule assume il comando dell'accademia per addestrare nuovi allievi nel Lato Oscuro della Forza.
- Se l'Esule ha scelto il Lato Chiaro, su Malachor uccide Kreia che gli fa un ultimo dono ovvero quello di poter fuggire dal nucleo del pianeta prima che esploda con la Ebon Hawk e il suo equipaggio. Kreia muore e l'Esule vola verso le regioni ignote alla ricerca di Revan.